# Dionisio Galparsoro

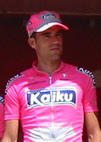
Dionisio Galparsoro in 2005

Dionisio Galparsoro Martínez (Ataun (Guipúzcoa), 13 augustus 1978) is een Spaans voormalig wielrenner.

## Belangrijkste overwinningen
2005
- 4e etappe Ronde van Asturië
- 3e etappe Hessen Rundfahrt

## Resultaten in voornaamste wedstrijden
| Jaar | Ronde van Italië | Ronde van Frankrijk | Ronde van Spanje |
| ---- | ---------------- | ------------------- | ---------------- |
| 2004 |                  |                     |                  |
| 2007 |                  |                     | 73e              |

| Jaar | Milaan-San Remo | Ronde van Lombardije |
| ---- | --------------- | -------------------- |
| 2004 | 156e            |                      |
| 2007 |                 | 47e                  |

## Ploegen
- 2003 - Euskaltel-Euskadi
- 2004 - Euskaltel-Euskadi
- 2005 - Kaiku-Caja Rural
- 2006 - Kaiku
- 2007 - Euskaltel-Euskadi
- 2008 - Euskaltel-Euskadi